# Milivoje Novakovič
Milivoje Novakovič (* 18. května 1979, Lublaň, Jugoslávie) je slovinský fotbalový útočník a reprezentant, který hraje v japonském klubu Shimizu S-Pulse. Mimo Slovinska působil v Rakousku, Bulharsku, Německu a Japonsku. Účastník Mistrovství světa 2010 v Jihoafrické republice.

Za rok 2008 byl vyhlášen vítězem ve slovinské anketě Fotbalista roku.

## Reprezentační kariéra
V A-mužstvu Slovinska debutoval 28. února 2006 na turnaji Cyprus International Tournament proti domácí reprezentaci Kypru (výhra 1:0).